# Mosconi Cup 2010
Beim Mosconi Cup 2010 handelte es sich um die siebzehnte Auflage eines seit 1994 jährlich stattfindenden 9-Ball-Poolbillardturniers, bei dem ein europäisches Team gegen ein US-amerikanisches Team spielt. 2010 wurde er in der York Hall im Londoner Stadtteil Bethnal Green in der Zeit vom 9. bis 12. Dezember ausgetragen. Titelverteidiger war das US-amerikanische Team. Team Europa gewann den Pokal 2010 jedoch durch ein 11 zu 8 zurück.

## Teilnehmer
Für das Team Europa spielten:
- Johan Ruijsink () (nichtspielender Mannschaftskapitän)
- Darren Appleton ()
- Karl Boyes ()
- Nick van den Berg ()
- Mika Immonen ()
- Ralf Souquet ()

Für das Team USA spielten:
- Nick Varner (nichtspielender Mannschaftskapitän)
- Johnny Archer
- Corey Deuel
- Dennis Hatch
- Rodney Morris
- Shane van Boening

## Regeln
- Turnierlänge: Gespielt werden maximal 21 Partien. Das Team, das zuerst 11 Partien gewinnt, gewinnt das Turnier.

- Matchlänge: Der Spielmodus in den Mannschaftswettbewerben ist Best of 11, d. h. 6 gewonnene Spiele reichen zum Satzgewinn.

- Wechselbreak: Der erste Anstoß wird ausgespielt, danach stoßen die Spieler oder Teams abwechselnd an, egal wer gewinnt.

- Wechselstoß: in den Teamwettbewerben rotieren die Spieler nach jedem Stoß zum nächsten Spieler der eigenen Mannschaft. Beim Mannschaftswettbewerb bedeutet das zum Beispiel, dass der anstoßende Spieler, versenkt er eine Kugel beim Anstoß, erst wieder bei der sechsten zu spielenden Kugel an den Tisch kommt.

- Zeitbegrenzung des Stoßes: Jeder Spieler hat 30 Sekunden Zeit zur Ausführung seines Stoßes. Beim ersten Stoß nach dem Anstoß gilt diese Regel jedoch nicht, jeder Spieler hat dann unbegrenzt Zeit, sich die Situation auf dem Tisch in Ruhe anzusehen. In jedem Mannschaftswettbewerb haben die Spieler pro Spiel zweimal die Möglichkeit, eine Extension, also eine Verlängerung der Zeit um weitere 30 Sekunden pro Stoß, zu verlangen. In den Einzelwettbewerben ist diese Extension nur einmal pro Spiel erlaubt. Aufforderungen an den Schiedsrichter, den Spielball zu reinigen oder ein Hilfsgerät herzureichen, gehen von der Zeit ab.

- Breakbedingungen:

Das Eck wird dichter zur Tischmitte aufgebaut, sodass die 9 auf dem Fußpunkt liegt.
Ein Break ist nur dann korrekt, wenn mindestens drei farbige Kugeln einmal über die Kopflinie laufen. Versenkte Bälle werden von diesen drei Kugeln abgezogen, sodass beispielsweise nur noch zwei Kugeln die Kopflinie überqueren müssen, wenn eine andere gefallen ist. Durch diese Regel sollen die Spieler davon abgehalten werden, die Kugeln mittels eines kontrollierten Soft Breaks auf möglichst kleinem Raum zusammenzuhalten.
- Preisgeld: Die Spieler des Gewinner-Teams erhielten jeweils ein Preisgeld in Höhe von 15.000 US-Dollar; die der unterlegenen Mannschaft jeweils 7.500 US-Dollar.

## Ergebnisse
Der Spielplan sah wie folgt aus:
| Spiel | Datum      | Art    | Spieler Europa          | Ergebnis | Spieler USA          | Gesamtstand |
| ----- | ---------- | ------ | ----------------------- | -------- | -------------------- | ----------- |
| 01    | 09.12.2010 | Team   | Team Europa             | 6 - 5    | Team USA             | 1 - 0       |
| 02    | 09.12.2010 | Doppel | van den Berg – Souquet  | 4 - 6    | Hatch – Morris       | 1 - 1       |
| 03    | 09.12.2010 | Einzel | Immonen                 | 4 - 6    | Deuel                | 1 - 2       |
| 04    | 10.12.2010 | Doppel | Appleton – Boyes        | 6 - 3    | van Boening – Archer | 2 - 2       |
| 05    | 10.12.2010 | Einzel | Souquet                 | 5 - 6    | Archer               | 2 - 3       |
| 06    | 10.12.2010 | Doppel | Souquet – Appleton      | 6 - 5    | Morris – Deuel       | 3 - 3       |
| 07    | 10.12.2010 | Einzel | van den Berg            | 5 - 6    | van Boening          | 3 - 4       |
| 08    | 11.12.2010 | Doppel | Immonen – Boyes         | 5 - 1    | Hatch – Archer       | 4 - 4       |
| 09    | 11.12.2010 | Doppel | Immonen – Souquet       | 2 - 5    | Archer – Deuel       | 4 - 5       |
| 10    | 11.12.2010 | Einzel | Boyes                   | 5 - 2    | Morris               | 5 - 5       |
| 11    | 11.12.2010 | Doppel | Appleton – van den Berg | 4 - 5    | van Boening – Hatch  | 5 - 6       |
| 12    | 11.12.2010 | Doppel | Souquet – Boyes         | 5 - 4    | Archer – Morris      | 6 - 6       |
| 13    | 11.12.2010 | Einzel | Appleton                | 5 - 4    | Hatch                | 7 - 6       |
| 14    | 11.12.2010 | Doppel | Immonen – van den Berg  | 5 - 1    | van Boening – Deuel  | 8 - 6       |
| 15    | 12.12.2010 | Einzel | Immonen                 | 6 - 1    | Morris               | 9 - 6       |
| 16    | 12.12.2010 | Einzel | Boyes                   | 5 - 6    | Archer               | 9 - 7       |
| 17    | 12.12.2010 | Einzel | van den Berg            | 5 - 6    | Hatch                | 9 - 8       |
| 18    | 12.12.2010 | Einzel | Appleton                | 6 - 2    | van Boening          | 10 - 8      |
| 19    | 12.12.2010 | Einzel | Souquet                 | 6 - 4    | Deuel                | 11 - 8      |